# Tołgska Ikona Matki Bożej
Tołgska Ikona Matki Bożej – ikona Matki Bożej czczona przez Rosyjski Kościół Prawosławny jako cudowna.
Ikona reprezentuje typ Eleusa. Matka Boża została na niej ukazana w czerwonej szacie, z Dzieciątkiem Jezus na lewej dłoni. Ubrany w zieloną szatę Jezus przytula się do twarzy matki. Obydwie postacie ukazane są na złotym tle. W niektórych wariantach ikony w tle widoczne są motywy architektoniczne oraz anioły, lub też postacie Maryi z Jezusem otacza cykl mniejszych scen biblijnych.

## Historia
Według tradycji cudowne objawienie ikony miało miejsce 8 sierpnia 1314, kiedy biskup jarosławski i rostowski Prochor objeżdżał swoją eparchię. W momencie zapadnięcia zmierzchu biskup zatrzymał się na noc w odległości siedmiu wiorst od Jarosławia, w pobliżu ujścia Tołgi do Wołgi. We śnie ujrzał światło o wyjątkowej jasności, które ukazywało mu całą okolicę i wychodziło z jednego z filarów podtrzymujących most na Wołdze. Biskup wstał i udał się w to miejsce, gdzie zauważył ikonę Matki Bożej. Przez kilka godzin modlił się przed nią, po czym odszedł na miejsce postoju, zapominając jednak swojego żezła.
Następnego dnia rankiem duchowny przypomniał sobie o zapomnianym przedmiocie i wysłał swoich służących na miejsce nocnej modlitwy. Opowiedział im również o tym, co zaszło. Słudzy udali się na wskazane miejsce, po czym wrócili, oznajmiając, że wizerunek Matki Bożej nadal znajduje się tam, gdzie nocą widział go hierarcha. Wówczas Prochor sam udał się na drugi brzeg i rozpoznał ikonę.
Na miejscu objawienia wzniesiona została cerkiew, w której umieszczono wizerunek. Szybko stał się on obiektem szczególnej czci mieszkańców Jarosławia. Biskup Prochor założył na tym miejscu monaster Wprowadzenia Matki Bożej do Świątyni, znany szerzej pod nazwą Tołgski, w którym wizerunek nadal otaczany jest czcią. Wspomnienie ikony przypada, według kalendarza juliańskiego, 8 sierpnia.